# Six-Two
Craig Longmiles (Fort Worth, Texas, 27 oktober 1973), beter bekend onder zijn stagenaam Six-Two. Hij staat bekend om zijn rap-, zang- en tekstschrijfkunsten. Hij ziet zichzelf niet echt als een rapper maar meer als een spreekmeester en verhalenverteller.
Zijn muzikale carrière begon als tiener toen hij en vriend El Dogg de groep GenaCide oprichtten. Ze gekregen bekendheid en airplay door hun nummer “Tha Citi” van hun album “Waste uva Cular”. Ook op de nationale radio kreeg Six-Two airplay toen dj Greg Street “Simple As That” op zijn “Six O’clock” mixetape plaatste.
Terwijl hij doorwerkte aan nieuw materiaal werd Six-Two benaderd door en voorgesteld aan de uit Dallas afkomstige The D.O.C, door vriend en producer Erotic D. Nadat The D.O.C. Six-Two’s natuurlijke rauwe talent had gezien en gehoord, bracht hij hem mee naar Los Angles om Dr. Dre te ontmoeten en aan zijn aanstaande “2001” album te werken. In Los Angeles heeft hij teksten kunnen schrijven voor en mee kunnen doen op twee nummers van het album, XXplosive met Hittman, Kurupt en Nate Dogg en “Bitch Niggaz” met Snoop Dogg en Dr. Dre zelf. “2001” is meer dan acht miljoen keer verkocht en heeft zes maal platina behaald.
Vanwege het succes van het album werd Six-Two aan de line-up van de “Up in Smoke Tour” toegevoegd. De grootste en de meest succesvolle hip-hoptour in de Verenigde Staten tot vandaag de dag.
Met de terugkeer naar zijn woonplaats zette Six-Two zijn zinnen op het uitbrengen van zijn eerste soloalbum dat gastoptredens van onder meer The D.O.C., Dr. Dre, Snoop Dogg, M.C. Ren, Nate Dogg, Ice Cube, Devin The Dude had moeten hebben. Maar vanwege misleidend papierwerk werd het door The D.O.C. uitgebracht onder de titel “Deuce”. In een interview met DUBCNN bevestigt The D.O.C. dat het album oorspronkelijk gepland stond als een Six-Two album.
Na het verlaten van The D.O.C en Silverback Records werd Six-Two opnieuw benaderd door een hiphoplegende, Timbaland, en gevraagd om naar Miami te komen, om met hem en nog wat andere artiesten en tekstschrijvers (Attitude, Keri Hilson) samen te werken als een onafhankelijke artiest/tekstschrijver om  het “Shock Value” album te maken. Terwijl hij daar was schreef hij ook mee aan de nummer 1-hits “Wait a Minute” van The Pussycat Dolls. Nadat hij had moeten vechten voor “Wait a minute” werden alle nummers, met uitzondering van “Release” (met Justin Timberlake), van “Shock Value” waar Six-Two aan meeschreef of op meedeed niet toegelaten op het album of de vocalen werden opnieuw gedaan. Hoewel Six-Two wel vermeld staat in het boekje van het album, wordt hij verkeerd vermeld: er staat Craig Longmile in plaats van Craig Longmiles.
Six-Two heeft ook nog op nummer 1 in de Billboards R&B Charts gestaan met "Bag Lady" van Erykah Badu.
Sinds die tijd heeft hij “Mac-a-roni and G’s”, “Affiliated” en “Concrete Evidence” in straatalbum vorm uitgebracht. Daarnaast heeft hij een videoclip geschoten bij zijn single “Monsta” (met Yung Lott, Faddy Daddy en The GS Boys) die in première ging en tot nog toe te zien is op MTV and MTV.Com tijdens All-Star Weekend 2012.
Na een korte onderbreking was Six-Two terug met twee straatalbums, “Legendary Vol. 1” en “Legendary Vol. 2”, en een nieuw soloalbum getiteld “Still Affiliated”, dat in oktober 2013 uitkwam.
Six-Two's advies voor opkomende artiesten is: “Zorg dat je je papieren op orde hebt. Zorg dat je er eerst een advocaat naar laat kijken. Vertrouw niemand op zijn of haar mooie blauwe ogen. Bescherm jezelf en zorg dat je krijgt wat je toekomt.”

## Discografie (selectie)
| Soloalbums         |
| ------------------ |
| Mac-a-roni and G’s |
| Affiliated         |
| Concrete Evidence  |
| Legendary Vol. 1   |
| Legendary Vol. 2   |
| Still Affiliated   |